# 한사군
한사군(漢四郡, 기원전 108년 ~ 319년) 또는 한군현(漢郡縣)은 기원전 108년 전한 무제가 위만조선(衛滿朝鮮)을 멸망시킨 뒤 그 영토를 통치하기 위해 설치한 낙랑군(樂浪郡)·임둔군(臨屯郡)·현도군(玄菟郡)·진번군(眞番郡)의 4군과 그 속현을 말한다. 근대 이전에는 전통적으로 사군(四郡)이라 불렀고, 현대 한국사학계에서는 한군현, 동방변군 등으로 지칭하기도 한다. 한사군의 위치, 의미와 역할에 대해서는 대한민국, 조선민주주의인민공화국, 중화인민공화국, 일본의 학계가 서로 다른 의견을 제시하고 있다.

## 역사

### 설치 및 변천

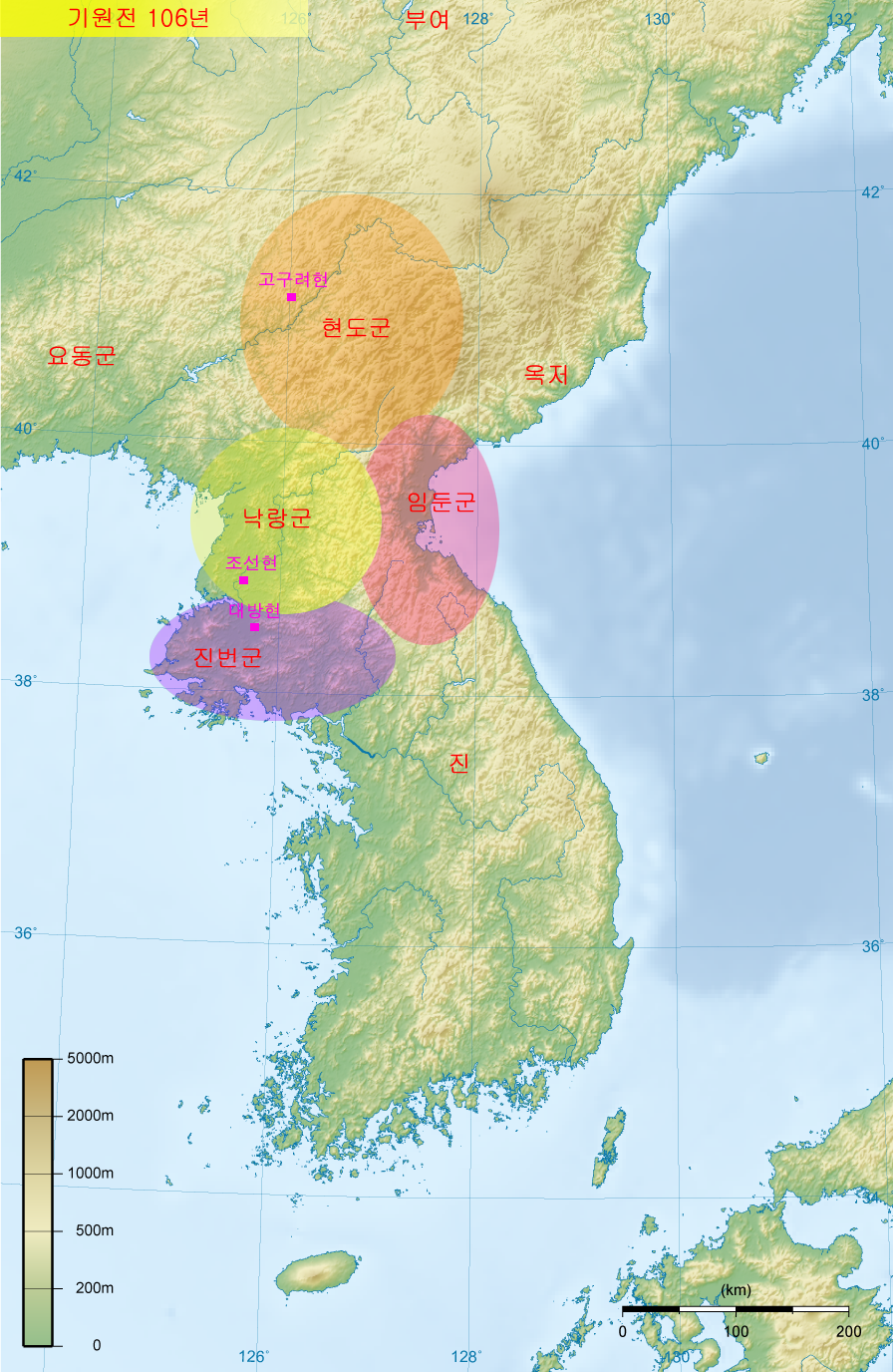
기원전 106년

전한은 기원전 108년에 고조선을 멸망시킨 후 낙랑군, 진번군, 임둔군의 3군을 위만조선 영내에 설치하였으며, 기원전 107년에 다시 예맥(濊貊) 지방에 현도군을 설치하였으나, 그 위치는 한반도 내에 있었다는 주장보다 유물과 사료로 볼 때, 요서와 요동일부 지역이라는 학설이 유력하다. 낙랑국과 낙랑군의 혼용도 혼란을 부채질한 것이 사실이다.
기원전 82년에 이르러 진번·임둔 양군을 폐지하여 진번군을 낙랑군에 임둔군을 현도군에 각각 병합시켰으며 기원전 75년(전한 소제 원봉 6년)에는 토착민의 반발로 현도군이 요동 방면(지금의 혼하(渾河) 상류의 흥경(興京) 노성(老城) 지방)으로 옮겨졌다. 이때 현도군에 통합되었던 임둔군의 현들은 낙랑군에 편입되어 최종적으로 구 위만조선의 영역에는 낙랑군이 남게 되었다. 낙랑군은 진번·임둔의 영역에 각각 남부도위(南部都尉)와 동부도위(東部都尉)를 설치하여 관리하였다.
신나라의 왕망 시기에는 태수의 관직을 태윤(太尹)으로 바꾸었는데, 평양 인근에서‘낙랑태윤장(樂浪太尹章)’이라 찍힌 봉니(捧泥)가 발굴되었다. 신나라 말기의 혼란기에 낙랑군에는 반란이 일어나 낙랑사람 왕조(王調)가 스스로 대장군 낙랑태수(大將軍 樂浪太守)라고 칭하였다. 후한 광무제는 서기 30년에 왕준(王遵)을 보내서 낙랑군을 다시 정복하고 패수 이남을 영토로 확정하였다. 한편 현도군은 후한 초기에 고구려의 압력을 받아 다시 무순(撫順) 지방으로 이치되었다.

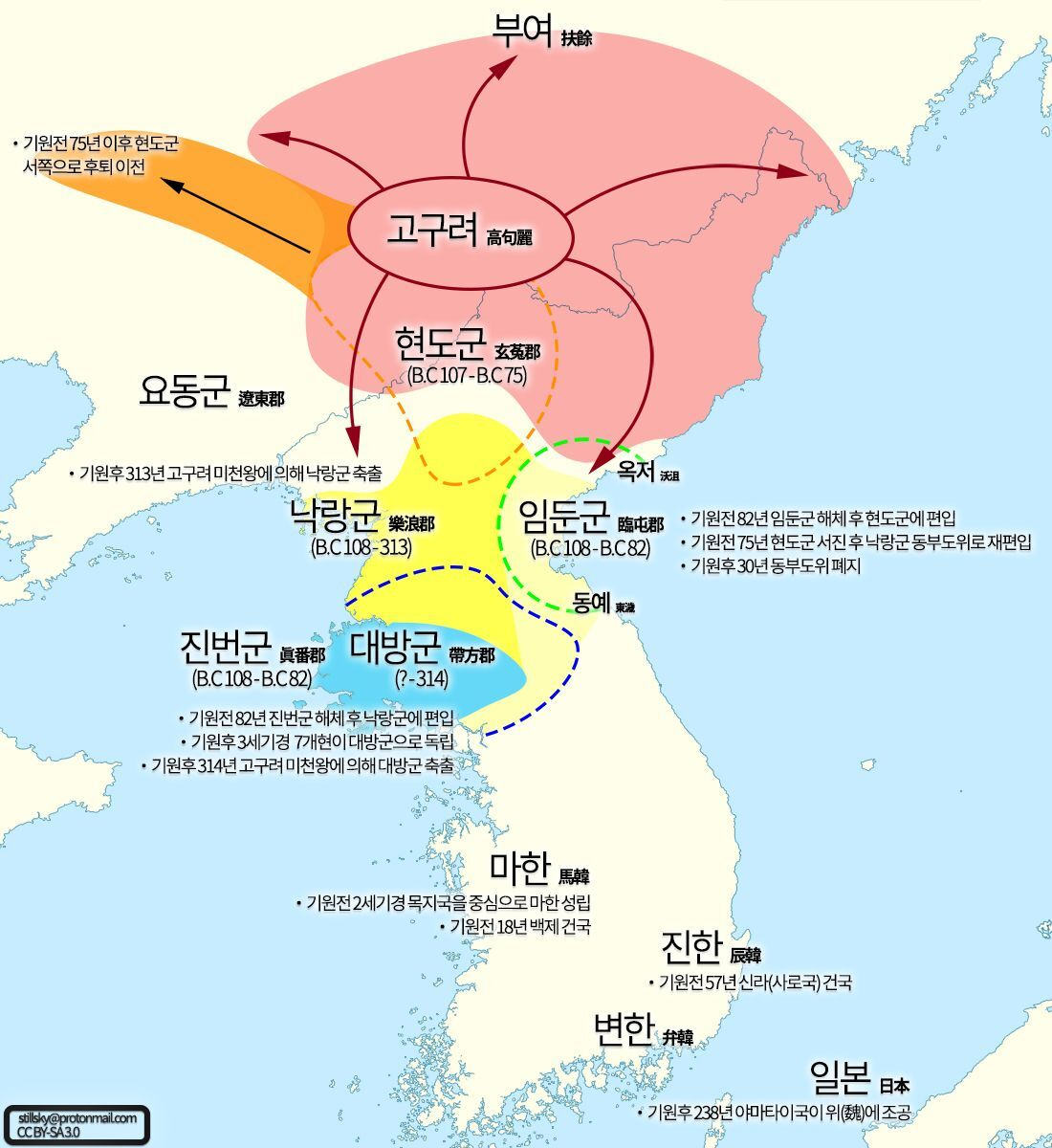
한사군의 이동과 역사적 위치

2세기 후반, 중국이 혼란에 빠지자 요동군(遼東郡)을 중심으로 공손탁이 독립적인 세력을 갖추어 낙랑 및 현도까지 지배하였다. 이 시기 낙랑군은 고구려 및 한이 강성하여 주변 소국들을 제압하지 못하고 다수의 민호가 삼한으로 유망하기도 하였다. 공손강은 3세기 초 낙랑군의 남쪽 현을 분리하여 대방군(帶方郡)을 설치하였으며 공손모(公孫摸)·장창(張敞) 등을 파견하여 삼한으로 유망하는 유민(流民)을 막았다.
위가 건국된 후 명제는 238년, 사마의를 파견하여 공손연을 토벌하는 과정에서 유흔(劉昕)과 선우사(鮮于嗣)를 파견하여 낙랑·대방을 평정하였다. 서진이 건국된 이후 백제 및 고구려의 공격이 가속화되어 낙랑 및 대방군은 점차 약화되었다. 276년에는 유주(幽州)를 분할하여 평주(平州)를 신설하고 낙랑·대방을 속하게 하였다. 300년 이후 오호십육국시대의 혼란이 시작되면서 서진의 수도 낙양이 전조에 함락되자(311년) 낙랑군과 대방군은 더 버틸 힘을 상실하였다. 313년 미천왕은 낙랑을 공격하여 2천의 남녀를 포로로 잡았으며 낙랑·대방의 군벌 장통(張統)이 모용씨에게 투항한 뒤, 314년 대방군에 이어 319년 현도군까지 축출되면서 소멸되었다.
이후에도 모용씨 및 북위 시기에 낙랑 및 대방군은 요동 및 요서 지역에서 계속 존속되거나 이름만 존재하는 군현으로 나타나기도 한다.

## 문화
한사군이 설치되어 실제로 식민정책을 수행한 것은 낙랑군과 현도군 정도이고 그 중심지는 역시 낙랑군이었다. 한때는 동(東)의 임둔고지와 남(南)의 진번고지를 병합한 적도 있었고, 대방군 역시 1세기밖에 존속하지 못하였고, 현도군도 두 차례나 이동하였기 때문에 한사군의 문화는 대국적으로 보아서 낙랑군 중심의 문화라고 할 수 있다.

## 영향
낙랑·대방군 외의 주위 여러 토착사회(土着社會)의 문화는 청동기 시대를 거쳐 철기시대에 접어들고 있었다. 한인들은 종래 주위 이민족에 대한 전통 정책에 의하여 만이군장(蠻夷君長)과 거수(渠帥)들에게 봉작(封爵)과 의복·인수(印綬) 등을 수여하고 군현과의 조공(朝貢)·조알(朝謁) 관계를 맺는 동시에 그들의 토산물을 수탈하였다. 일종의 공적 무역과 교류에 불과하였던 것이다. 그리고 주변사회와의 교류관계를 살펴보면, 김해 패총(貝塚)에서 출토된 유물에서는 다수의 패각(貝殼)·골기각(骨器角)·토기 파편과 약간의 석기도 출토되었지만 철부두(鐵斧頭)·쇳조각·화천(貨泉) 등이 같이 출토되었다.
화천이 이 조개더미에서 발견되었다는 것은 이 지방이 원래 가야의 본거지요 한·위 시대에 일본에 파송되는 낙랑·대방의 사신이 여기에 중계하였던 터이므로 화폐가 이곳까지 유포된 것을 추측할 수 있다. 다시 동으로 경북 영천군 금호면 어은동(永州郡 琴湖面 漁隱洞) 유적지에서 발견된 금속기에서는 소형 고경(小形古鏡)과 기타 청동 식구(飾具, 장신구)가 발견되었다. 영천은 본시 골벌국(骨伐國)인데 이곳 발견의 소형 고경(小形古鏡)에는 수개의 칠흑색(漆黑色) 백동경(白銅鏡)과 청동방제경(靑銅倣製鏡)이 있는데, 백동경은 한대의 일광경(日光鏡)으로 이런 종류의 것은 낙랑유적에서는 물론 남만주지방과 서부 일본에서도 발견된 일이 있다.
또 경주 외동면(外東面) 입실리(入室里)와 내동면 구정리(九政里)에서는 겹꼭지 잔줄 거울(多鈕細文鏡) 1개, 구정리에서는 철도(鐵刀)·철부(鐵斧)·철겸(鐵鎌) 등이 출토되었다. 이 유물들은 중국 한대의 것과는 계통을 달리하는 소위 북방계통 양식의 것으로 이상 유물은 대개 전한 말경의 것으로 본다.
제주도에서는 1936년 동지 축항공사시 해안에 가까운 용암 밑에서 오수전(五銖錢)·화천(貨泉)·대천오십(大泉五十)·포화(布貨) 등이 출토되었다. 이들 유물은 왕망시대(王莽時代)에 주조한 것인데 이곳에서 출토된 것은 흥미 있는 일이라고 보고 있다. 제주도는 고대의 탐라국(耽羅國)으로 《삼국지》 위지(衛誌)에는 주호(州胡)라 하여 그곳 토착인이 배를 타고 중한(中韓)에 왕래하며 무역을 행하였다고 씌어 있다.
중한은 낙랑·대방에 접근한 진한·마한을 지적한 것이니 위의 유물들은 이러한 지방과의 교역에서 중계 유전된 것으로 여겨진다. 이와 같이 낙랑 등 한사군 주변의 토착사회는 동군현과 또 거기를 통해서 중국 역조(歷朝)에 대한 교역 교류관계에서 전파된 한문화 특히 철기문명의 자극을 받아 그것을 모방하는 한편, 차차로 자기반성, 자기 각성을 일으켜 차츰 고대국가(古代國家)가 전후(前後)하여 형성하게 되었다고 추측되기도 한다.

## 역사 인식

### 과거의 인식
- 《삼국유사》에서 사군이 폐지되고 이부(二府)로 재편된 것으로 잘못 표기한 이래 《동국통감》에서도 이를 받아들여 조선 초기까지는 사군-이부로 이어지는 것으로 파악되었다. 조선 중기 이후 실학자들에 의해 이부가 잘못된 것으로 밝혀지게 되어 사군의 사실만 받아들여졌다.
- 일제강점기에는 조선의 식민지배를 정당화시키기 위해 ‘타율성론’, ‘반도사관’ 등을 입증하는 수단으로 한사군이 사용되었다. 한사군을 중국의 식민지로 받아들이는 한편 기자조선, 위만조선을 모두 식민지 정권으로 규정하고 사대주의에 대해서도 타율적인 성격을 강조하여 한민족의 역사가 식민지로부터 시작되었다는 이론을 펼쳤다.
- 초기의 고구려는 한사군과 밀접한 지역에 위치하여 한사군과의 투쟁 속에 성장하였으며, 예(濊)나 맥(貊), 그리고 삼한도 한사군에 대항하였고, 한사군은 한반도에서 독자적인 국가의 성립을 지연시키는 결과를 가져왔지만, 한국인들의 민족의식을 각성시키는 데 결정적인 역할을 했다고 평가하였다.

### 최근의 인식
- 국사편찬위원회에서 발간한 《한국사》에서는, 한사군은 동북아에 그다지 영향을 주지 못했으며, 20여 년 동안 대부분 중국 본토로 철수하고 낙랑군만이 평안도 일대에 남아 한나라와의 교역을 관리하는 무역기지로서의 역할을 했다는 언급 외에는 한사군에 대한 설명이 모두 삭제되었다.
- 한사군의 명칭에 있어서도 사군이 실제로 존속한 기간이 짧기 때문에 한군현이라는 명칭을 사용하기도 하며, 한나라 이후에도 존속한 군현을 설명하기 위해 동방변군(東方邊郡)이라는 명칭을 설정하기도 하였다.
- 한나라 시기 중국의 군현 정책에 대한 이해가 증가하면서 중국 본토에 설치된 내군(內郡)과 변경에 설치된 변군(邊郡) 또는 외군(外郡)의 성격을 구분하게 되었다. 초기에는 변군에 대한 직접적인 군현 지배를 시도하였으나 점차 변화하여 변군의 실제적인 통치는 한의 법률에 의해 이루어지지 않고 지방의 토착 세력에 의해 이루어졌으며 태수는 명목상의 지배자로 조공과 책봉을 통해서 간접적인 통제를 수행하였다.[2]
- 낙랑군 자체의 성격에 대하여 실질적인 중국의 군현 체제로 존속하였던 것은 전한 및 후한 시기에 불과하였으며 대부분의 시대에는 중국계 유이민 세력의 군벌 세력으로 존재하였다는 점을 지적하기도 한다.[3]
- 평양 낙랑 토성에서 낙랑예관이라는 이름이 붙은 와당 발견, 한무제 때 쓰던 오수전 동전, 3000여기의 이르는 목곽묘, 귀틀묘, 진실묘 발굴, 황해북도 봉산군에서 대방태수 무덤 발견 등으로 인하여 한국 사학계에서도 최근 인식이 급격하게 변화하고 있다.
- 그리고 위의 서술과 실제 역사를 비교하면 알겠지만 낙랑군은 420년간 지속이 되었으며 그 흔적은 공손연 등을 통하여 분명하게 나타난다.

## 위치에 대한 논란

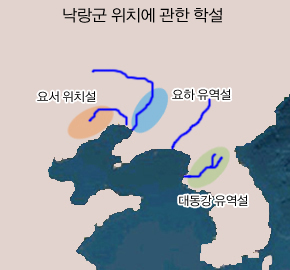
낙랑군 위치에 관한 학설

한사군의 위치에 대하여 과거부터 많은 논란이 있었다. 임둔군이나 진번군의 경우 설치된 지 오래 지나지 않아 철폐되었고, 현도군 역시 랴오닝성 무순 방면으로 이동하였기 때문에 위치에 대한 논란은 주로 낙랑군을 두고 계속되었다. 《삼국사기》를 비롯하여 고려-조선시대의 학자들은 낙랑군의 위치를 평양 일대로 비정하였다. 박지원 등의 일부 실학자들은 낙랑군의 위치를 요동 지역으로 비정하기도 하였다. 일제시대 이후 평양 일대에서 봉니(封泥)·한식(漢式) 무덤 등 낙랑 관련 유물들이 대량으로 발굴됨으로써 낙랑의 위치는 평양시 대동강 남안의 낙랑토성 일대임이 확증되었다. 2009년에는 평양에서 출토된 목간(2005년 출토)을 분석하여 낙랑군 소속 25개 현의 인구 규모와 정확한 위치 등을 판독·연구한 결과가 발표되었다.

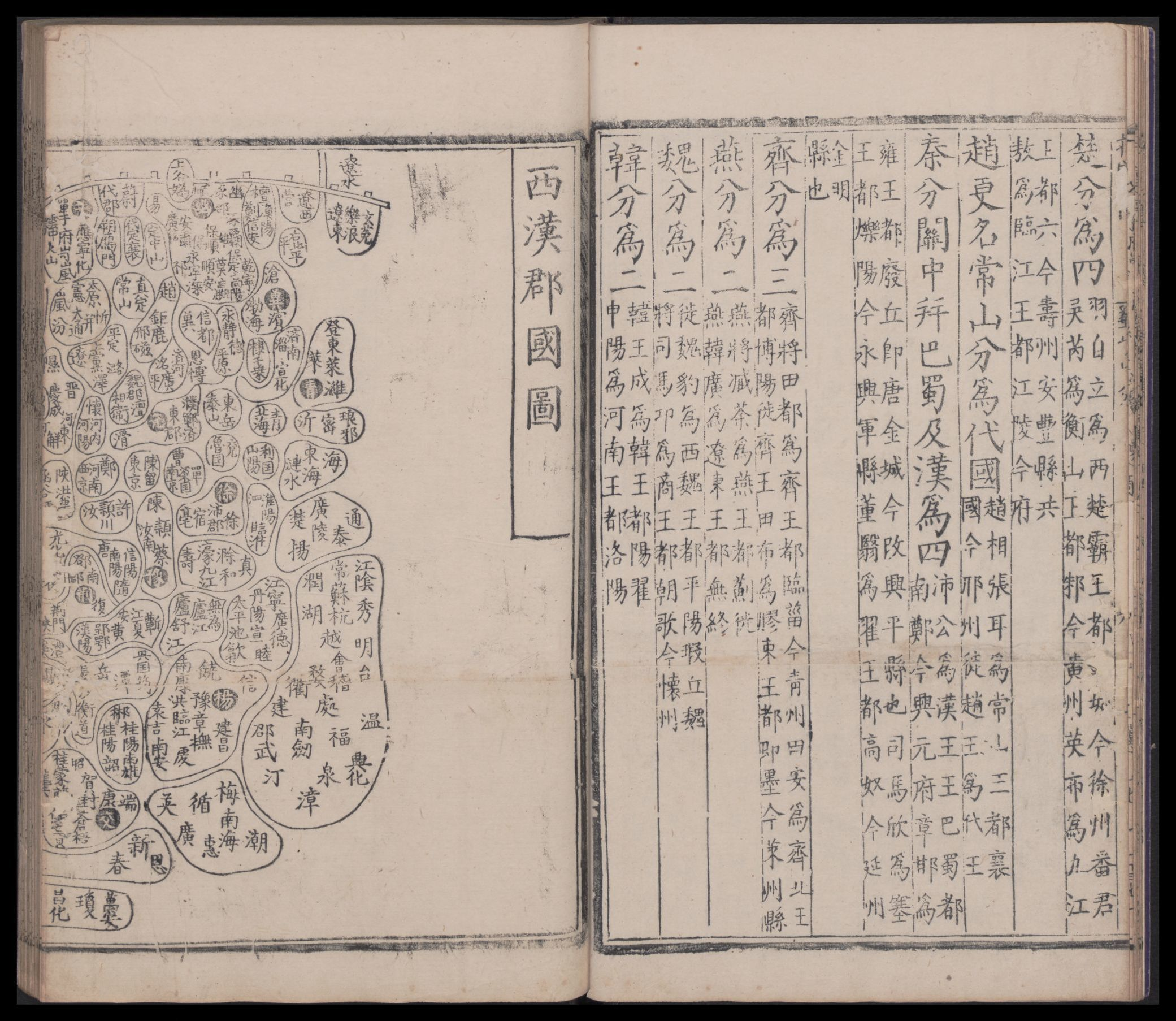
서한군국도의 낙랑군, 현도군, 요동군 위치

그러나 신채호 등의 일부 민족사학자 및 재야사학자들은 이를 인정하지 않고 낙랑이 요동 일대에 존재하였다고 주장하고 있다. 리지린을 비롯한 북한 학자들과 대한민국의 윤내현 등의 일부 학자들은 낙랑을 지금의 요하 서쪽이라고 주장하며, 박영규 등의 일부 재야사학자들은 낙랑의 위치를 북경 서쪽의 화북 지방이라고 주장하기도 한다. 그러나 이러한 주장들에 대해서 대한민국 사학계는 고고학적인 증거를 무시한 채 문헌사료의 취합을 통해서 나타나는 것으로서 사실이 아니라고 비판하며 인정하지 않는다.

## 문헌에 서술된 한사군

### 《사기》
《사기》〈조선열전〉에 고조선의 멸망 과정을 설명하고 있다. 한사군의 내용과 관련해서는 “조선을 평정하고 사군을 설치했다.”라고 기록하고 있다. 사군의 이름은 기록되지 않았다. 이와 관련해서 이름이 기록되지 않았기 때문에 한사군은 사실이 아니라는 반론이 있다. 그러나 《사기》〈남월열전〉,〈서남이열전〉 등에도 설치된 군의 이름이 기록되지 않았다.

### 《한서》
《한서》〈조선전〉에 《사기》의 기록을 거의 그대로 옮겨 적고 있다. 한사군의 명칭이 명시된 점이 조금 다르다. 한편, 〈지리지〉에는 낙랑군과 현도군에 대한 설명이 나오는데 낙랑군은 원봉3년(BC108), 현도군은 원봉4년(BC107)으로 설치된 연도가 다르게 나타난다.

### 《무릉서》
사마상여가 지었다고 전해지는 문서로, 임둔군, 진번군의 위치를 장안으로부터 각각 6138리, 7640리 떨어져 있다고 기록하고 있다. 그러나 사마상여는 무제가 조선을 평정하기 9년 전에 죽었기에 《무릉서》의 진위 여부가 논란이 되고 있다.

### 《후한서》
《후한서》〈군국지〉에 낙랑군과 현도군에 대한 설명이 나타난다. 간략한 건치연혁과 함께 낙양과의 거리를 각각 5000리, 4000리로 기록하고 있다.

### 《삼국지》
《삼국지》〈동이전〉에 낙랑 및 대방군의 역사가 간략하게 기록되어 있다. 건안(建安) 연간(196~220)에 요동의 군벌 공손강이 낙랑의 둔유현(屯有縣) 이남을 분할하여 대방을 설치했으며, 경초(景初) 연간(237~239)에 사마의가 공손연을 공격하여 복속시켰다.

### 《진서》
《진서》〈지리지〉에 낙랑군의 역사가 간략하게 기록되어 있다. 276년에 평주(平州)를 신설하고 낙랑군을 소속시켰다고 한다.

### 《자치통감》
《자치통감》〈진기(晉紀)〉에 낙랑군 폐지 기사가 기록되어 있다. 313년에 낙랑, 대방 지역의 군벌 장통(張統)이 미천왕의 공격을 받아 견디지 못하고 백성들을 이끌고 선비족의 모용외에게 항복하였다고 한다. 모용외는 자신의 세력권인 요서·요동 지역에 낙랑군의 피난민을 받아 낙랑군을 설치하고 장통을 태수로 삼았다. 이와 관련해서 요동이나 요서 일대에 낙랑군을 비정하는 주장에 대해 주류 사학계에서는 이 시기 모용외가 설치한 낙랑군을 혼동한 것이라고 보고 있다. 재야사학계에서는 이 내용이 교치와는 무관하다고 주장하고 있다.

## 같이 보기
- 고조선-한 전쟁
- 대방군
- 위만조선

## 참고 문헌
- 사마천 (기원전1~2세기). 〈권제115 조선열전(朝鮮列傳) / (漢文本)〉. 《사기》.
- 반고(1세기), 《한서》〈권95 서남이양오조선전(西南夷兩粵朝鮮傳)〉
- 《한국사》 4권, 초기국가 - 고조선, 부여, 삼한, 국사편찬위원회, 탐구당, 1997.
- 이 문서에는 다음커뮤니케이션(현 카카오)에서 GFDL 또는 CC-SA 라이선스로 배포한 글로벌 세계대백과사전의 내용을 기초로 작성된 글이 포함되어 있습니다.